# Caiza "D"
Caiza "D" è un comune (municipio in spagnolo) della Bolivia nella provincia di José María Linares (dipartimento di Potosí) con 9.482 abitanti (dato 2010).

## Cantoni
Il comune è suddiviso in 5 cantoni.
- Caiza „D“
- Cucho Ingenio
- La Lava
- Pancoche
- Tuctapari